# 21398 Zengguoshou
A 21398 Zengguoshou (ideiglenes jelöléssel 1998 FX55) a Naprendszer kisbolygóövében található aszteroida. A LINEAR projekt keretében fedezték fel 1998. március 20-án.